# Liste von Hühnerbrunnen
In dieser Liste sind Hühnerbrunnen aufgeführt, also Brunnen im öffentlichen Raum, die Hühner zum Thema haben.

## Deutschland
| Bezeichnung                                  | Bild           | Standort                                    | Künstler                                            | Errichtung Einweihung                                                           | Weitere Informationen                                                                                                   |
| -------------------------------------------- | -------------- | ------------------------------------------- | --------------------------------------------------- | ------------------------------------------------------------------------------- | --- |
| Hühnerdieb-Brunnen                           | weitere Bilder | Aachen, Hühnermarkt (Lage)                  | Hermann Joachim Pagels                              | 1913                                                                            | siehe auch Liste der Denkmäler, Brunnen und Skulpturen in Aachen                                                        |
| Gockelbrunnen Bad Tölz                       |                | Bad Tölz, Krankenhausstraße (Lage)          |                                                     | drittes Viertel des 19. Jahrhunderts                                            | siehe Liste der Baudenkmäler in Bad Tölz; Blechhahn auf hölzerner Sockelsäule inmitten eines quadratischen Brunnentrogs |
| Hühnerbrunnen (Bestensee)                    | weitere Bilder | Bestensee, Am Bahnhof (Lage)                |                                                     | am 31. März 2007 eingeweiht und am 30. April 2016 mit der Bäckerplastik ergänzt | |
| Sieben-Faulen-Brunnen (mit Hahn)             | weitere Bilder | Bremen, Böttcherstraße, Handwerkshof (Lage) | Bernhard Hoetger (Entwurf), Otto Meier (Ausführung) | vor 1930                                                                        | der Brunnen erinnert an die Sage der Sieben Faulen                                                                      |
| Hühnerbrunnen (Eichelberg)                   | weitere Bilder | Eichelberg, Ortsmitte (Lage)                |                                                     |                                                                                 | |
| Gockelbrunnen Reutlingen („Göckelesbrunnen“) | weitere Bilder | Reutlingen, Katharinenstraße (Lage)         |                                                     |                                                                                 | |
| Hühnerbrunnen (Wanzleben)                    |                | Wanzleben, Schulpromenade (Lage)            |                                                     |                                                                                 | |

## Weitere
| Bezeichnung                 | Bild | Standort                         | Staat   | Künstler     | Errichtung Einweihung | Weitere Informationen          |
| --------------------------- | ---- | -------------------------------- | ------- | ------------ | --------------------- | ------------------------------ |
| Gockelbrunnen Luzern        |      | Luzern, Werchlaubengässli (Lage) | Schweiz |              |                       |                                |
| Brunnen (Buochs) (mit Hahn) |      | Buochs, Mühlematthof (Lage)      | Schweiz | Lukas Gasser | 1988                  | Siehe Brunnen Mühlematthof in: |